# Kiramira
Kiramira är ett periodiskt vattendrag i Burundi.   Det ligger i provinsen Karuzi, i den centrala delen av landet, 90 kilometer öster om huvudstaden Bujumbura.
Omgivningarna runt Kiramira är en mosaik av jordbruksmark och naturlig växtlighet. Runt Kiramira är det ganska tätbefolkat, med 179 invånare per kvadratkilometer.